# Eiskeller (Berlin)

Lage von Hakenfelde in Berlin, am westlichsten Zipfel liegt Eiskeller

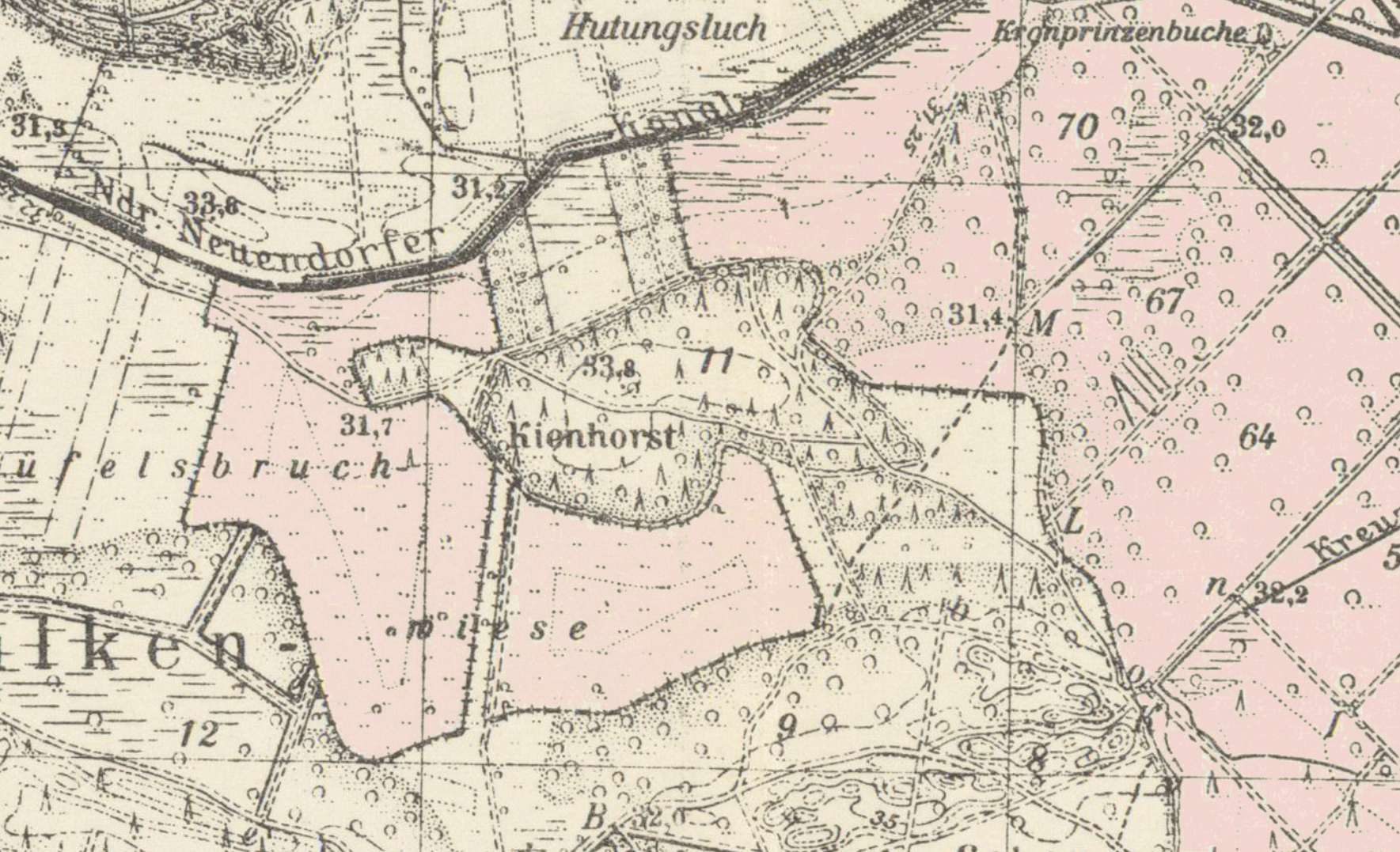
Die Grundstücke von Eiskeller, 1937

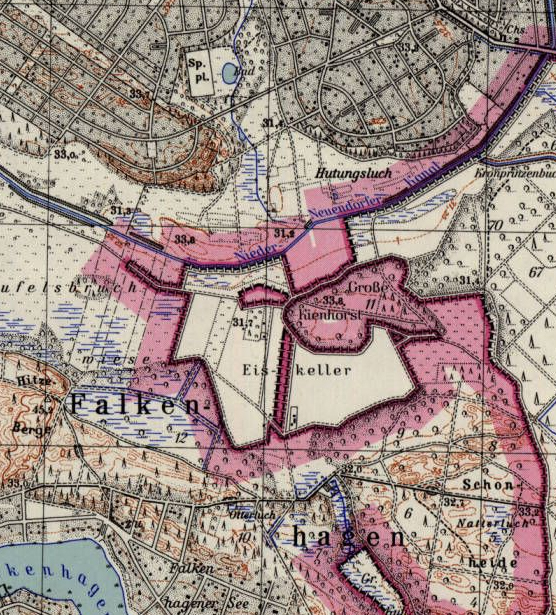
Der Eiskeller nach dem Mauerbau, 1967

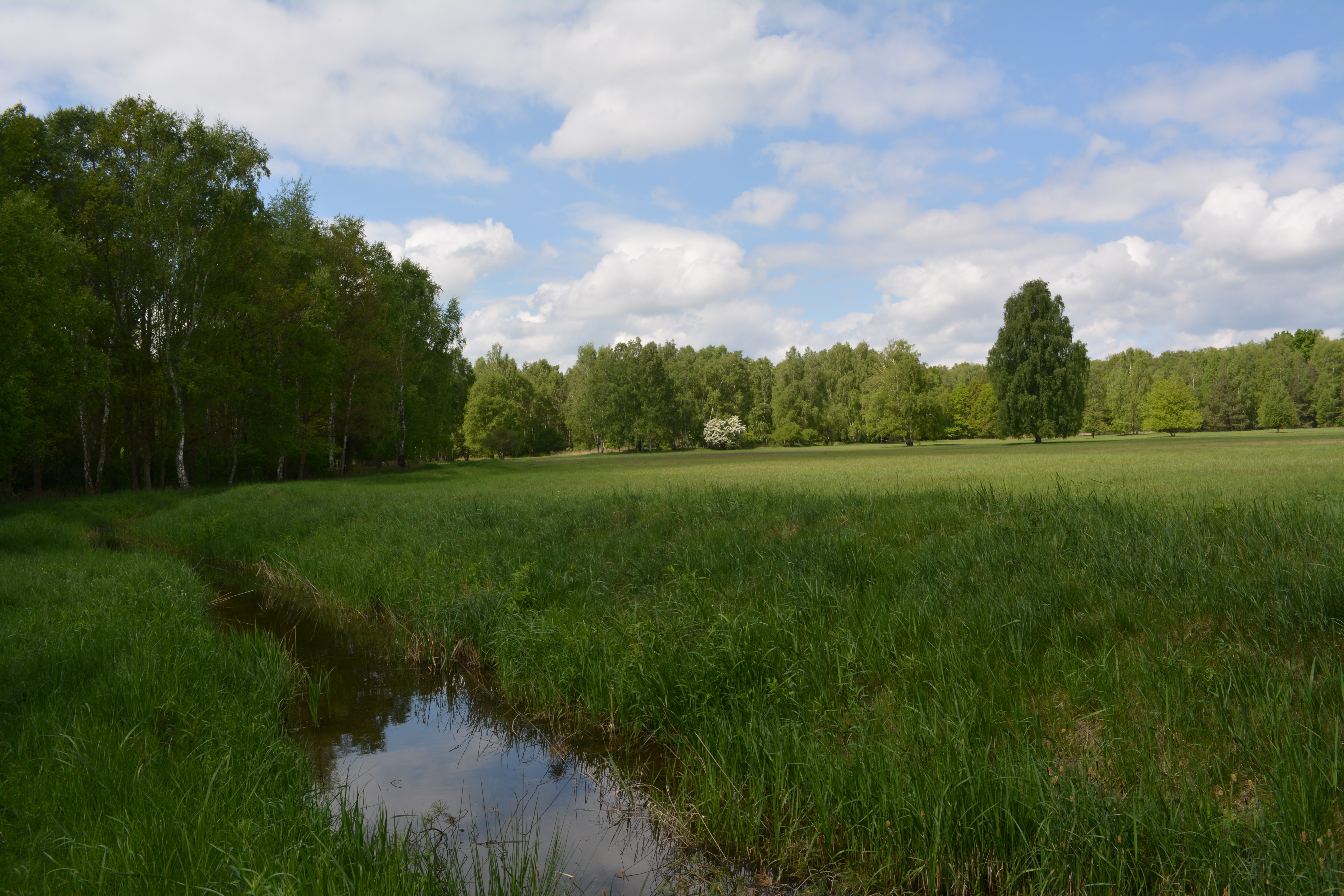
Blick auf Eiskeller vom Mauerweg

Der Eiskeller ist ein Gebiet bestehend aus einigen Wohnhäusern, Wiesen und einem Bauernhof am nordwestlichen Ende Berlins im Ortsteil Hakenfelde.
Das Gebiet erhielt den Namen Eiskeller durch seine in den Wintermonaten regelmäßig deutlich niedrigeren Temperaturen als im sonstigen Berliner Stadtgebiet. Es können Temperaturunterschiede zwischen dem Zentrum Berlins und dem Gebiet Eiskeller von zehn Grad Celsius erreicht werden. Die genaue Herkunft des Namens ist allerdings unklar, da die Bezeichnung wohl erst seit den 1960er Jahren genutzt wird. Frühere Namen des Gebietes waren Kienhorst und Teufelsbruchwiese.
Eiskeller gilt im Winter als der kälteste Ort Berlins. Daher wurde dort früher Eis gelagert, das aus dem nahegelegenen Falkenhagener See geschlagen und nach der Zwischenlagerung in Eiskeller an Brauereien und Krankenhäuser weiterverkauft wurde.
Im Sommer kann es in dem steppenartigen Gebiet dagegen heißer als in der Umgebung werden.
Das Landschaftsschutzgebiet Eiskeller mit einer Fläche von 51,6 Hektar und eine als flächenhaftes Naturdenkmal unter besonderem Schutz stehende Wiese gingen im Dezember 2017 im Naturschutzgebiet Eiskeller und Spandauer Luchwald auf.

## Geschichte

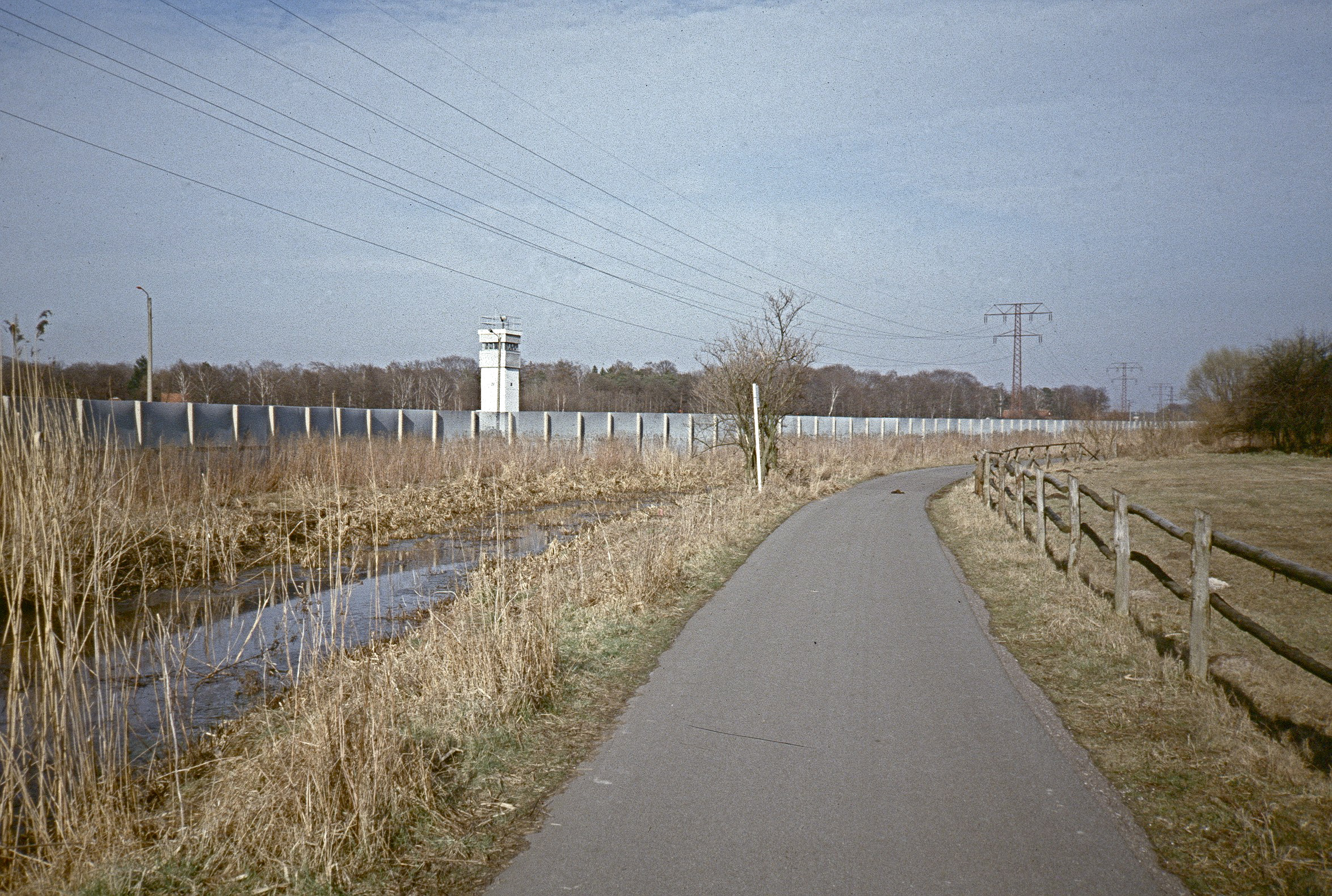
Straße nach Eiskeller
(Blick Richtung Schönwalder Allee), 1988

Seit der Bildung Groß-Berlins im Jahr 1920 war Eiskeller zunächst fast eine Exklave Berlins im Umland, später West-Berlins in der DDR. Die Verbindung von Eiskeller, wo zu Zeiten des Mauerbaus rund 20 Einwohner auf drei Bauernhöfen lebten, mit dem übrigen Berlin war ein vier Meter breiter und 800 Meter langer Korridor. Innerhalb des Gebietes gab es wiederum Enklaven verschiedener brandenburgischer Gemeinden und damit der DDR.
Südlich von Eiskeller lag – umschlossen von DDR-Gebiet – die West-Berliner Exklave Große Kuhlake. Bei einem Gebietsaustausch im Jahr 1972 wurde der Zugang nach Eiskeller verbreitert, die DDR-Enklaven in Eiskeller kamen zu West-Berlin und die Große Kuhlake sowie ein kleines Gebiet am Westrand von Eiskeller im Gegenzug zur DDR. In einem weiteren Gebietsaustausch zwischen der DDR und West-Berlin kamen 14 DDR-Gebiete im Jahr 1988 zu West-Berlin und vier West-Berliner Exklaven zur DDR. Im Rahmen dieses Austauschs wurde auch im Bereich von Eiskeller die Grenze zugunsten Berlins arrondiert, das Waldgebiet Große Kienhorst im Südosten von Eiskeller kam zu West-Berlin.
Nach dem Jahr 2000 lebten drei Familien in Eiskeller.

## Trivia

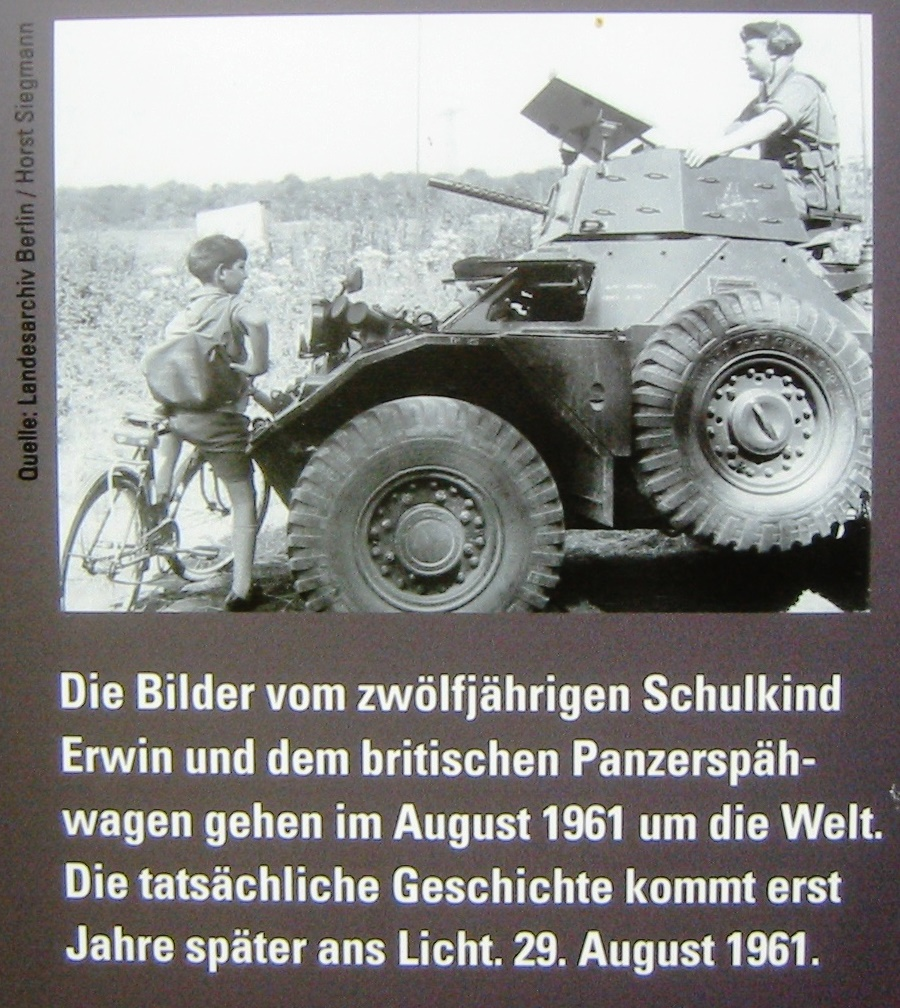
Schuljunge mit Panzerspähwagen

Im Jahr 1961 behauptete der zwölfjährige Erwin, dass er auf dem Weg von Eiskeller zur Schule in Berlin-Spandau von Volkspolizisten aufgehalten worden sei. Die Briten brachten das Kind nunmehr in einem Panzerspähwagen zur Schule. Erst 33 Jahre später gestand er, dass er sich die Geschichte nur ausgedacht hatte, um die Schule zu schwänzen.